# Le Vieux-Longueuil
Pour les articles homonymes, voir Longueuil (homonymie).
Pour le site patrimonial, voir Vieux-Longueuil.
Le Vieux-Longueuil est un arrondissement de Longueuil, au Québec (Canada), situé principalement dans la partie est de la ville. Il correspond aux territoires des anciennes villes de Longueuil et de LeMoyne avant les fusions municipales de 2002. En 2006, année où elle adopte son territoire actuel, la population de l'arrondissement est de 130 069 habitants. En 2023, sa population est évaluée à 144 178 habitants. L'arrondissement est depuis sa constitution l'arrondissement le plus populeux de la ville de Longueuil. 

## Histoire

### Constitution
Dans le cadre des réorganisations municipales québécoises, le 1er janvier 2002, plusieurs villes de la rive-sud immédiate de Montréal fusionnent afin de former la nouvelle ville de Longueuil. L'ancienne ville de Longueuil fusionnent avec les villes de Boucherville, Brossard, Greenfield Park, LeMoyne, Saint-Bruno-de-Montarville, Saint-Hubert et Saint-Lambert. Le territoire de l'ancienne ville de Longueuil devient dès lors l'arrondissement Longueuil. Chaque ancienne ville forme un arrondissement, à l'exception des territoires des anciennes villes de LeMoyne et de Saint-Lambert qui sont regroupés pour former l'arrondissement Saint-Lambert/LeMoyne. L'arrondissement Longueuil est plus tard renommé arrondissement Le Vieux-Longueuil pour le distinguer du nom de la ville.  

### Adoption du territoire actuel
Le 1er janvier 2006, les villes de Boucherville, Brossard, Saint-Lambert et Saint-Bruno-de-Montarville défusionnent de la nouvelle ville de Longueuil à la suite de référendums organisés dans leurs municipalités respectives en 2004. 

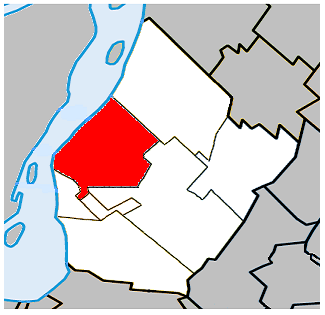
Le Vieux-Longueuil dans l'agglomération de Longueuil.

La ville de Longueuil devient alors divisée en trois arrondissements : Greenfield Park, Saint-Hubert et Vieux-Longueuil. Les citoyens de l'ancienne ville de LeMoyne, bien que regroupée à Saint-Lambert depuis quatre ans ne remettent pas en question leur fusion à la ville de Longueuil. Un référendum est organisé à LeMoyne afin que les résidents choisissent avec quel arrondissement ils désirent se joindre. Un total de 63 % des voix exprimées choisissent Le Vieux-Longueuil, 32 % choisissent Greenfield Park et 5 % choisissent Saint-Hubert. C'est ainsi que le secteur correspondant au territoire de l'ancienne ville de LeMoyne et intégré à l'arrondissement Vieux-Longueuil prend alors l'appellation Le Moyne qui a été préférée à celle de LeMoyne parce qu'elle respecte la graphie du nom de la personne honorée (Charles Le Moyne). 
Longueuil forme à partir du 1er janvier 2006 l'agglomération de Longueuil avec les villes reconstituées.

## Administration

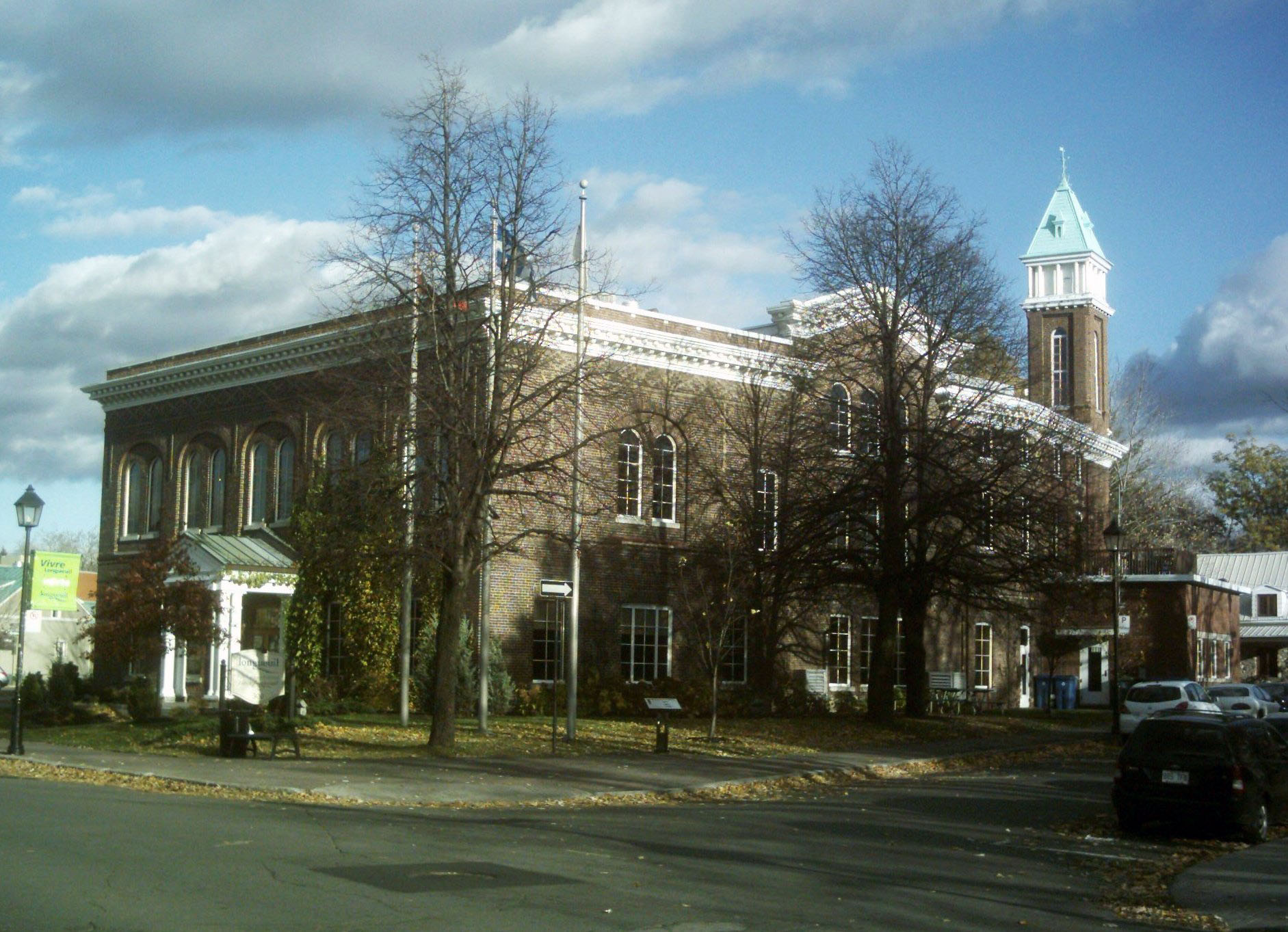
Mairie de l'arrondissement du Vieux-Longueuil, située sur la rue Saint-Charles.

Le conseil d'arrondissement du Vieux-Longueuil siège au Bureau de l'Arrondissement du Vieux-Longueuil (Édifice Marcel-Robidas) sis au 300, rue Saint-Charles Ouest à Longueuil.
Les séances du conseil d'arrondissement se tiennent à tous les premier ou deuxième mardi de chaque mois. Parmi les élus de l'arrondissement, un conseiller est désigné par ses pairs comme président de l'arrondissement.
| District                 | Conseiller         |
| ------------------------ | ------------------ |
| Présent d'arrondissement | Carl Lévesque      |
| Antoinette-Robidoux      | Rolande Balma      |
| Boisé-Du Tremblay        | Lysa Bélaïcha      |
| Coteau-Rouge             | Carl Lévesque      |
| Explorateurs             | Karl Ferraro       |
| Fatima-Parcours-du-Cerf  | Marc-Antoine Azouz |
| Georges-Dor              | Reine Bombo-Allara |
| LeMoyne-Jacques-Cartier  | Marjolaine Mercier |
| Parc-Michel-Chartrand    | Jonathan Tabarah   |
| Saint-Charles            | Sylvain Larocque   |

## Attraits

### Site patrimonial du Vieux-Longueuil
À l'intérieur de l'arrondissement du Vieux-Longueuil se trouve le site patrimonial du Vieux-Longueuil correspondant aux limites du vieux village de Longueuil. Il présente un intérêt patrimonial pour sa valeur historique. 
- Cocathédrale Saint-Antoine-de-Padoue de Longueuil
- Rue Saint-Charles

La Société historique et culturelle du Marigot a créé un circuit du patrimoine du Vieux-Longueuil d'environ 5 kilomètres comptant 21 arrêts.
|  |  |  |  |